# Garcinia graminea
Garcinia graminea är en tvåhjärtbladig växtart som beskrevs av André Joseph Guillaume Henri Kostermans. Garcinia graminea ingår i släktet Garcinia och familjen Clusiaceae. Inga underarter finns listade i Catalogue of Life.